# Megachile similis
Megachile similis är en biart som beskrevs av Smith 1879. Megachile similis ingår i släktet tapetserarbin, och familjen buksamlarbin. Inga underarter finns listade i Catalogue of Life.